# 歌川国福
歌川 国福（うたがわ くにふく、生没年不詳）とは、江戸時代の浮世絵師。

## 来歴
歌川国貞の門人かといわれる。歌川の画姓を称し一昇斎と号す。作画期は安政から文久の頃にかけてとされ、歴史絵などを手がける。作は少ない。

## 作品
- 「為朝琉球国ニ大鷲討図」　大判錦絵3枚続　早稲田大学図書館所蔵　※幕末
- 「東海道石薬師」　大判錦絵揃物の内　※文久3年（1863年）